# Texas megyéinek listája
Texas állam 254 megyére oszlik, többre, mint bármelyik másik állam az Amerikai Egyesült Államokban. Texast eredetileg városi törvényhatóságokra osztották, mint a helyi igazgatás alapegységei, a spanyol gyarmati időkben és a mexikói uralom alatt. Amikor a Texasi Köztársaság 1836-ban kinyilvánította függetlenségét, 23 városi törvényhatóság létezett, amelyekből létrejöttek az első megyék. Ezek közül többet később felosztottak új megyékre. Az utolsó megye, amit ilyen módon hoztak létre, Kenedy megye volt 1921-ben. Viszont Lowing megye a legfiatalabb képződmény, ezt ugyanis 1893-as alapítása után 1897-ben megszüntették, majd 1931-ben hozták létre újra.
Minden egyes megyét bizottságok irányítanak, amelyek 4 választott bizottsági tagból (akiket a megyében kialakított négy körzet lakossága választ meg) és a megye teljes lakossága által megválasztott megyei bíróból állnak. A kisebb megyében a bíró valódi igazságszolgáltatói szerepet lát el, a nagyobb megyékben viszont szerepe csupán a bizottság munkájának szabályozására korlátozódik. A különböző tisztségviselőket, mint a Seriff, vagy az adószedő, a lakosság választja, egymástól függetlenül, a megyei politikát viszont alapvetően a bizottság határozza meg, ami saját maga határozza meg a költségvetését. Minden megyében pártalapú a választás.
A megye fennhatósággal rendelkezik minden jogi személyiséggel nem rendelkező területen a határain belül, viszont nincs teljes kormányzati jogköre. A megye felelős az alapvető szolgáltatások (kivéve a tűzoltói és a mentői szolgálatot, amit többnyire önkéntesek látnak el).
Más államokkal ellentétben Texasban nem lehetséges összevont város-megyék létrehozása. A városok és a megyék (akárcsak más politikai entitások) köthetnek "területen belüli megállapodásokat" hogy felosszák egymás között a szolgáltatásokat (pl. egy egymással egybeeső város és iskolai körzet megegyezést köthet a megyével, aminek a területén fekszik, amelynek keretében a megye gyűjti be a város és az iskolai körzet adóit is, így egy számlát állítva ki három helyett). Az iskolai körzetek függetlenek a városi és a megyei kormányzatoktól (kivéve a Staford Városi Iskolai Körzetet, ami városi kormányzás alatt áll).
A Szövetségi Információs Feldolgozási Standardet, másképp FIPS-kódot a szövetségi kormány alkalmaz az államok és megyék egyedi azonosítójaként. Texas kódja a 48-as szám, amit kombinálnak az egyes megyék számával, a következő formában: 48XXX. A megyei kódot mellékelik minden megye mellékeli a népszámlálási adataihoz.
J. R. Gonzales, a Houston Chronical újságírója, azt állította, hogy több kisvárosi megyei központban Texasban, a megyei szerveknek nagyon erős befolyása van a városi igazgatásra és a társadalmi életre. Gonzales így fogalmazott: "Bárki, aki már egyszer keresztülhajtott egy texasi megyeszékhelyen, láthatja, milyen fontos a megyeháza a közösség számára. A politikai, kormányzati, kereskedelmi és jogi döntések mind ebben az épületben dőlnek el." Gonzales azt állítja az olyan nagy városi körzetekről, mint például Harris megye, hogy "az egyéni elképzelések elvesznek, ha az ember egy ilyen nagy területen él."

## Megyék listája
| Megye neve          | FIPS-kód | Megyeközpont    | Alapítva | Eredet                                                                          | Névadó | Népesség (2010) | Terület    | Térkép |
| ------------------- | -------- | --------------- | -------- | ------------------------------------------------------------------------------- | --- | --------------- | ---------- | ------ |
| Anderson megye      | 001      | Palestine       | 1846     | Houston megye                                                                   | Kenneth Lewis Anderson (1805-1845), a Texasi Köztársaság utolsó alelnöke | 58 458          | 2774 km²   |        |
| Andrews megye       | 003      | Andrews         | 1876     | Bexar megye                                                                     | Richard Andrews (?-1835), az első texasi katona, aki elesett a texasi forradalom idején. | 14 786          | 3888 km²   |        |
| Angelina megye      | 005      | Lufkin          | 1846     | Nacogdoches megye                                                               | Egy hainai indián nő, aki segítette munkájukban a korai spanyol misszionáriusoknak, akik "kis angyalnak" hívták őt, ami spanyolul úgy hangzik, Agelina. | 86 771          | 2077 km²   |        |
| Aransas megye       | 007      | Rockport        | 1871     | Refugio megye                                                                   | Aransas-öböl, amit egy korai spanyol erődről neveztek el, ami pedig állítólag egy Aránzazu nevű spanyol palotáról kapta a nevét és valószínűleg kapcsolatban áll a baszkföldi Oñatiban található Sanctuario de Aránzazuval is. (Az Aránzazu baszk szó, melynek jelentése "tüskés vidék". | 23 158          | 653 km²    |        |
| Archer megye        | 009      | Archer City     | 1858     | Fannin megye                                                                    | Branch Tanner Archer, a Texasi Köztársaság egyik biztosa. | 9054            | 2357 km²   |        |
| Armstrong megye     | 011      | Claude          | 1876     | Bexar megye                                                                     | Az egyik korai texasi telepes család. | 1901            | 2367 km²   |        |
| Atascosa megye      | 013      | Jourdanton      | 1856     | Bexar megye                                                                     | A "mocsaras" jelentésű spanyol szó. | 44 911          | 3191 km²   |        |
| Austin megye        | 015      | Bellville       | 1836     | A 23 eredeti megye egyike                                                       | Stephen F. Austin (1793–1836), akit "Texas atyjaként" is ismernek. | 28 417          | 1691 km²   |        |
| Bailey megye        | 017      | Muleshoe        | 1876     | Bexar megye                                                                     | Peter James Bailey, texasi katona, Alamo egyik védője. | 715             | 2142 km²   |        |
| Bandera megye       | 019      | Bandera         | 1856     | Bexar megye                                                                     | A spanyol "zászló" szó. | 20 485          | 2051 km²   |        |
| Bastrop megye       | 021      | Bastrop         | 1836     | A 23 eredeti megye egyike                                                       | Felipe Enrique Neri, Bastrop bárója, egy holland telepes, aki alapvető segítséget nyújtott Stephen F. Austinnak az ún. Első Háromszáz földjének megszerzéséhez. | 74 171          | 2300 km²   |        |
| Baylor megye        | 023      | Seymour         | 1858     | Fannin megye                                                                    | Henry Weidner Baylor, a Texasi Rangerek őrmestere a mexikói-amerikai háború idején. | 3726            | 2256 km²   |        |
| Bee megye           | 025      | Beeville        | 1857     | San Patricio megye, Goliad megye, Refugio megye, Live Oak megye és Karnes megye | Id. Bernard Elliot Bee (1787-1853) a Texasi Köztársaság minisztere. | 31 861          | 2279 km²   |        |
| Bell megye          | 027      | Belton          | 1851     | Milam megye                                                                     | Peter Hansborough Bell, Texas harmadik kormányzója (1849-1853) | 310 235         | 3743 km²   |        |
| Bexar megye         | 029      | San Antonio     | 1836     | A 23 eredeti megye egyike                                                       | San Antonio de Béxar a mexikói uralom alatt álló Texas presidiója, a San Antonio folyó és a spanyol alkirály családja után, akik Béjar hercegei voltak Spanyolországban. | 1 714 773       | 3230 km²   |        |
| Blanco megye        | 031      | Johnson City    | 1858     | Burnet megye, Comal megye, Gillespie megye és Hays megye                        | A Blanco-folyó. (A "Blanco" jelentése spanyolul "fehért" jelent.) | 10 497          | 1841 km²   |        |
| Borden megye        | 033      | Gail            | 1876     | Bexar megye                                                                     | Ifj. Gail Borden (1801-1874), üzletember, kiadó, földmérő és a sűrített tej feltalálója. | 641             | 2328 km²   |        |
| Bosque megye        | 035      | Meridian        | 1854     | McLennan megye                                                                  | A Bosque-folyó (a "bosque" jelentése spanyolul "erdős"). | 18 212          | 2561 km²   |        |
| Bowie megye         | 037      | Boston          | 1840     | Red River megye                                                                 | James Bowie (1796–1836), legendás késharcos, aki az alamoi csatában esett el. | 92 565          | 2300 km²   |        |
| Brazoria megye      | 039      | Angleton        | 1836     | A 23 eredeti megye egyike.                                                      | Brazonia, ami egy korai erőd a Brazonia-folyó partján. | 313 166         | 3592 km²   |        |
| Brazos megye        | 041      | Bryan           | 1841     | Washington megye 1842-ben átnevezték Navasota megyére.                          | A Brazos-folyó. | 194 851         | 1518 km²   |        |
| Brewster megye      | 043      | Alpine          | 1887     | Presidio megye                                                                  | Henry Percy Brewster (1816–1884) a Texasi Köztársaság hadügyminisztere és katona az amerikai polgárháborúban. | 9232            | 16 040 km² |        |
| Briscoe megye       | 045      | Silverton       | 1876     | Bexar megye                                                                     | Andrew Briscoe (1810–1849), a texasi függetlenségi nyilatkozat aláírója és katona a texasi forradalom alatt. | 1637            | 2331 km²   |        |
| Brooks megye        | 047      | Falfurrias      | 1911     | Starr megye                                                                     | John Abijah Brooks, texas ranger és törvényhozó. | 7223            | 2442 km²   |        |
| Brown megye         | 049      | Brownwood       | 1856     | Comanche megye és Travis megye                                                  | Henry Stevenson Brown, a velascoi csata tábornoka. | 38 106          | 2445 km²   |        |
| Burleson megye      | 051      | Caldwell        | 1846     | Milam megye                                                                     | Edward Burleson (1798–1851), a texasi forradalom tábornoka és a Texasi Köztársaság alelnöke. | 17 187          | 1725 km²   |        |
| Burnet megye        | 053      | Burnet          | 1852     | Bell megye, Travis megye és Williamson megye                                    | David Gouverneur Burnet, a Texasi Köztársaság első elnöke (1836) | 42 750          | 2577 km²   |        |
| Caldwell megye      | 055      | Lockhart        | 1848     | Bastrop megye és Gonzales megye                                                 | Mathew Caldwell, a texasi függetlenségi nyilatkozat aláírója és katona a texasi forradalom alatt. | 38 066          | 1414 km²   |        |
| Calhoun megye       | 057      | Port Lavaca     | 1846     | Jackson megye, Matagorda megye és Victoria megye                                | John C. Calhoun, az Amerikai Egyesült Államok hetedik alelnöke (1825-1832). | 21 381          | 1326 km²   |        |
| Callahan megye      | 059      | Baird           | 1858     | Bexar megye, Bosque megye és Travis megye                                       | James Hughes Callahan, katona a texasi forradalom alatt. | 13 544          | 2328 km²   |        |
| Cameron megye       | 061      | Brownsville     | 1848     | Nueces megye és Mexikótól átcsatolt területek.                                  | Ewen Cameron, katona a texasi forradalom alatt, akit az ún. Fekete Bab Incidens idején öltek meg. | 406 220         | 2347 km²   |        |
| Camp megye          | 063      | Pittsburg       | 1874     | Upshur megye                                                                    | John Lafayette Camp (1828–1891), texasi szenátor. | 12 401          | 513 km²    |        |
| Carson megye        | 065      | Panhandle       | 1876     | Bexar megye                                                                     | Samuel Price Carson, a Texasi Köztársaság első külügyminisztere. | 6182            | 2391 km²   |        |
| Cass megye          | 067      | Linden          | 1846     | Bowie megye                                                                     | Lewis Cass (1782–1866), michigani szenátor, aki Texas Egyesült Államok általi annektálását propagálta. 1861 és 1871 között Davis megyének hívták. | 30 464          | 2429 km²   |        |
| Castro megye        | 069      | Dimmitt         | 1876     | Bexar megye                                                                     | Henri Castro (1786–1865) francia tábornok és nagykövet a Texasi Köztársaságban és egy texasi kolónia alapítója. | 8062            | 2326 km²   |        |
| Chambers megye      | 071      | Anahuac         | 1858     | Jefferson megye és Liberty megye                                                | Thomas Jefferson Chambers, ügyvéd és földmérő, aki segített megoldani az amerikaiak földproblémáit a mexikói uralom alatt álló Texasban. | 35 096          | 1551 km²   |        |
| Cherokee megye      | 073      | Rusk            | 1846     | Nacogdoches megye                                                               | A cherokee indián törzs. | 50 845          | 2725 km²   |        |
| Childress megye     | 075      | Childress       | 1876     | Bexar megye és Young megye                                                      | George Campbell Childress (1804–1841), a texasi függetlenségi nyilatkozat egyik fogalmazója. | 7041            | 1839 km²   |        |
| Clay megye          | 077      | Henrietta       | 1857     | Cooke megye                                                                     | Henry Clay, kentucky-i szenátor, az Egyesült Államok kilencedik külügyminisztere. (1874-1876) | 10 752          | 2844 km²   |        |
| Cochran megye       | 079      | Morton          | 1876     | Bexar megye és Young megye                                                      | Robert E. Cochran (1810–1836), Alamo védője. | 3127            | 2007 km²   |        |
| Coke megye          | 081      | Robert Lee      | 1889     | Tom Green megye                                                                 | Richard Coke, Texas ötödik kormányzója (1874–1876). | 3320            | 2328 km²   |        |
| Coleman megye       | 083      | Coleman         | 1858     | Brown megye és Travis megye                                                     | Robert M. Coleman, a texasi függetlenségi nyilatkozat aláírója és katona a san jacintoi csata idején. | 8895            | 3297 km²   |        |
| Collin megye        | 085      | McKinney        | 1846     | Fannin megye                                                                    | Collin McKinney (1766–1861), a texasi függetlenségi nyilatkozat egyik fogalmazója. | 782 341         | 2196 km²   |        |
| Collingsworth megye | 087      | Wellington      | 1876     | Bexar megye és Young megye                                                      | James Collinsworth, a texasi függetlenségi nyilatkozat aláírója és a Texasi Köztársaság Legfelsőbb Bíróságának első elnöke. | 3057            | 2380 km²   |        |
| Colorado megye      | 089      | Colombus        | 1836     | A 23 eredeti megye egyike                                                       | A texasi Colorado-folyó. (A "colorado" jelentése spanyolul "vörös".) | 20 874          | 2494 km²   |        |
| Comal megye         | 091      | New Braunfels   | 1846     | Bexar megye                                                                     | A Comal-folyó. (A "comal" jelentése spanyolul "medence".) | 108 472         | 1456 km²   |        |
| Comanche megye      | 093      | New Comanche    | 1856     | Bosque megye és Coryell megye                                                   | A comanche indián törzs. | 13 974          | 2429 km²   |        |
| Concho megye        | 095      | Paint Rock      | 1858     | Bexar megye                                                                     | A Concho-folyó. (A "concho" jelentése spanyolul "kagyló".) | 4087            | 2569 km²   |        |
| Cooke megye         | 097      | Gainesville     | 1848     | Fannin megye                                                                    | William Gordon Cooke, katona a texasi forradalom idején. | 38 437          | 2264 km²   |        |
| Coryell megye       | 099      | Gatesville      | 1854     | Bell megye                                                                      | James Coryell, pionír és texasi ranger, akit az indiánok öltek meg. | 75 388          | 2725 km²   |        |
| Cottle megye        | 101      | Paducah         | 1876     | Fannin megye                                                                    | George Washington Cottle, Alamo védője, aki a csatában esett el. | 1505            | 2334 km²   |        |
| Crane megye         | 103      | Crane           | 1887     | Tom Green megye                                                                 | William Carey Crane, a Baylor Egyetem elnöke. | 4375            | 2036 km²   |        |
| Crockett megye      | 105      | Ozone           | 1875     | Bexar megye                                                                     | David Crockett (1786–1836), legendás pionír és Alamo védője, aki a csatában esett el. | 3719            | 7273 km²   |        |
| Crosby megye        | 107      | Crosbyton       | 1876     | Bexar megye és Young megye                                                      | Stephen Crosby, texasi állami biztos. | 6059            | 2331 km²   |        |
| Culberson megye     | 109      | Van Horn        | 1911     | El Paso megye                                                                   | David Browning Culberson, ügyvéd, az amerikai kongresszus képviselője és katona a polgárháború alatt. | 2398            | 9876 km²   |        |
| Dallam megye        | 111      | Dalhart         | 1876     | Bexar megye                                                                     | James Wilmer Dallam, ügyvéd és újságíró, aki közeli kapcsolatban állt a Texasi Legfelsőbb Bírósággal. | 6703            | 3898 km²   |        |
| Dallas megye        | 113      | Dallas          | 1846     | Nacogdoches megye és Robertson megye                                            | George Mifflin Dallas, az Egyesült Államok tizenegyedik alelnöke (1845-1849). | 2 368 139       | 2279 km²   |        |
| Dawson megye        | 115      | Lamesa          | 1846     | Bexar megye                                                                     | Nicholas Mosby Dawson, katona a texasi forradalom idején. A Dawson-mészárlás áldozata. | 13 833          | 2336 km²   |        |
| Deaf Smith megye    | 117      | Hereford        | 1876     | Bexar megye                                                                     | Erastus "Deaf" Smith (1787–1837), felderítő a texasi forradalom idején. | 19 372          | 3877 km²   |        |
| Delta megye         | 119      | Cooper          | 1870     | Hopkins megye és Lamar megye                                                    | A görög deltához hasonló háromszög alakja. | 5231            | 717 km²    |        |
| Denton megye        | 121      | Denton          | 1846     | Fannin megye                                                                    | John Bunyan Denton (1806–1841), prédikátor, ügyvéd és katona, akit egy indián táboron való rajtaütés közben öltek meg. | 662 614         | 2300 km²   |        |
| DeWitt megye        | 123      | Cuero           | 1846     | Goliad megye, Gonzales megye és Victoria megye                                  | Green DeWitt, empressario, aki korai településeket alapított Texasban. | 20 097          | 2354 km²   |        |
| Dickens megye       | 125      | Dickens         | 1876     | Bexar megye                                                                     | J.A. Dickens, Alamo védője, aki a csatában esett el. | 2444            | 2341 km²   |        |
| Dimmit megye        | 127      | Carrizo Springs | 1858     | Bexar megye, Maverick megye, Uvalde megye és Webb megye                         | Philip Dimmitt, a texasi forradalom egyik vezető személyisége. | 9996            | 3447 km²   |        |
| Donley megye        | 129      | Clarendon       | 1876     | Bexar megye                                                                     | Stockton P. Donley, pionír jogász és a Texasi Legfelsőbb Bíróság bírája. | 3677            | 2419 km²   |        |
| Duval megye         | 131      | San Diego       | 1858     | Live Oak megye, Nueces megye és Starr megye                                     | Burr Harrison DuVal (1809–1836), katona a texasi forradalom idején, akit a Goliad-mészárlás idején öltek meg. | 11 782          | 4644 km²   |        |
| Eastland megye      | 133      | Eastland        | 1858     | Bosque megye, Coryell megye és Travis megye                                     | William Mosby Eastland, katona a texasi forradalom idején. | 18 583          | 2398 km²   |        |
| Ector megye         | 135      | Odessa          | 1887     | Tom Green megye                                                                 | Mathew Ector (1822–1879), a Konföderáció tábornoka a polgárháborúban. | 137 130         | 2334 km²   |        |
| Edwards megye       | 137      | Rocksprings     | 1858     | Bexar megye                                                                     | Haden Edwards (1771–1849), empessario és kalóz, a Felszabadító Forradalom vezéralakja. | 2002            | 5491 km²   |        |
| Ellis megye         | 139      | Waxahachie      | 1849     | Navarro megye                                                                   | Richard Ellis (1781–1846), a texasi függetlenségi nyilatkozatot megfogalmazó bizottság elnöke. | 149 610         | 2435 km²   |        |
| El Paso megye       | 141      | El Paso         | 1848     | Santa Fe megye                                                                  | A szomszédos Ciudad Juarez mexikói város, korábbi nevén El Paso del Norte, ami a Mexikó központi területeiről Új-Mexikóba tartó telepesek útjának fontos állomása volt. | 800 647         | 2624 km²   |        |
| Erath megye         | 143      | Stephenville    | 1856     | Bosque megye és Coryell megye                                                   | George Bernard Erath, katona a san jacintoi csata idején. | 37 890          | 2813 km²   |        |
| Falls megye         | 145      | Marlin          | 1850     | Milam megye és Limestone megye                                                  | A Brazos-folyó vízesései. (A "falls" szó angolul "vízeséseket" jelent.) | 17 866          | 1992 km²   |        |
| Fannin megye        | 147      | Bonham          | 1837     | Red River megye                                                                 | Ifj. James Walker Fannin (1805–1836), a texasi csapatok parancsnoka a texasi forradalom idején, akit a Golliad-mészárlás idején öltek meg. | 33 915          | 2310 km²   |        |
| Fayette megye       | 149      | La Grange       | 1837     | Bastrop megye                                                                   | Gilbert du Motier de La Fayette (1757–1834), francia tábornok, az amerikai függetlenségi háború hőse. | 24 554          | 2460 km²   |        |
| Fisher megye        | 151      | Roby            | 1876     | Bexar megye                                                                     | Samuel Rhoads Fisher (1794–1839), a texasi függetlenségi nyilatkozat aláírója és a Texasi Köztársaság tengerészeti minisztere. | 3974            | 2334 km²   |        |
| Floyd megye         | 153      | Floydada        | 1876     | Bexar megye és Young megye                                                      | Dolphin Ward Floyd, Alamo védője, aki a csatában esett el. | 6446            | 2569 km²   |        |
| Foard megye         | 155      | Crowell         | 1891     | Cottle megye, Hardeman megye, King megye és Knox megye                          | Robert Levi Foard, ügyvéd, a Konföderáció őrnagya a polgárháborúban. | 1336            | 1831 km²   |        |
| Fort Bend megye     | 157      | Richmond        | 1837     | Austin megye, Brazoria megye és Harris megye                                    | Egy őrház a Brazoria-folyó egyik kanyarulatában. | 585 375         | 2266 km²   |        |
| Franklin megye      | 159      | Mount Vernon    | 1875     | Titus megye                                                                     | Benjamin Cromwell Franklin (1805–1873), bíró és Texas állam szenátora. | 10 605          | 741 km²    |        |
| Freestone megye     | 161      | Fairfield       | 1850     | Limestone megye                                                                 | Egy barack fajta, amit a térségben termesztenek. | 19 816          | 2292 km²   |        |
| Frio megye          | 163      | Pearsall        | 1858     | Atascosa megye, Bexar megye és Uvalde megye                                     | A Frio-folyóról. (A "frio" jelentése spanyolul "hideg".) | 17 217          | 2934 km²   |        |
| Gaines megye        | 165      | Seminole        | 1876     | Bexar megye                                                                     | James Gaines, kereskedő, a texasi függetlenségi nyilatkozat aláírója. | 17 526          | 3890 km²   |        |
| Galveston megye     | 167      | Galveston       | 1838     | Brazoria megye, Harris megye és Liberty megye                                   | Bernardo de Gálvez, a Louisianai Terület spanyol kormányzója.(1777-1785) | 291 309         | 1033 km²   |        |
| Garza megye         | 169      | Post            | 1876     | Bexar megye                                                                     | José Antonio de la Garza, pionír, San Antonio első polgármestere. | 6461            | 2321 km²   |        |
| Gillespie megye     | 171      | Fredericksburg  | 1848     | Bexar megye és Travis megye                                                     | Robert Addison Gillespie, kereskedő, texasi ranger és katona a mexikói–amerikai háborúban. | 24 837          | 2748 km²   |        |
| Glasscock megye     | 173      | Garden City     | 1887     | Tom Green megye                                                                 | George Washington Glasscock (1810–1868), korai telepes, üzletember, katona és állami képviselő. | 1226            | 2334 km²   |        |
| Goliad megye        | 175      | Goliad          | 1836     | A 23 eredeti megye egyike.                                                      | A megye székhelye, amely egy anagramma Miguel Hidalgo y Costilla nevéből, aki a mexikói függetlenségi háború egyik inspirálója volt. | 7210            | 2212 km²   |        |
| Gonzales megye      | 177      | Gonzales        | 1836     | A 23 eredeti megye egyike.                                                      | A megye székhelye, amit Coahuila y Tejas kormányzója, Rafael Gonzales után neveztek el. | 19 807          | 2766 km²   |        |
| Gray megye          | 179      | Pampa           | 1876     | Bexar megye                                                                     | Peter W. Gray (1819–1874), ügyvéd, Texas állam szenátora és katona a polgárháborúban. | 22 535          | 2404 km²   |        |
| Grayson megye       | 181      | Sherman         | 1846     | Fannin megye                                                                    | Peter Wagener Grayson, főállamügyész a Texasi Köztársaságban. | 120 877         | 2419 km²   |        |
| Gregg megye         | 183      | Longview        | 1873     | Upshur megye                                                                    | John Gregg (1828–1864), a Konföderáció tábornoka a polgárháborúban. | 121 730         | 710 km²    |        |
| Grimes megye        | 185      | Anderson        | 1846     | Montgomery megye                                                                | Jesse Grimes (1788–1866), a texasi függetlenségi nyilatkozat aláírója és korai telepes a jövendőbeli megye területén. | 26 604          | 2056 km²   |        |
| Guadalupe megye     | 187      | Seguin          | 1846     | Bexar megye és Gonzales megye                                                   | A Guadalupe-folyó, amit a mexikói vallási ikonról, a Guadalupei Szűzanyáról neveztek el. | 131 533         | 1841 km²   |        |
| Hale megye          | 189      | Plainview       | 1876     | Bexar megye                                                                     | John C. Hale, hadnagy, aki a san jacintoi csatában esett el. | 36 273          | 2603 km²   |        |
| Hall megye          | 191      | Memphis         | 1876     | Bexar megye és Young megye                                                      | Warren DeWitt Clinton Hall, a Texasi Köztársaság hadügyminisztere (1836) | 3353            | 2339 km²   |        |
| Hamilton megye      | 193      | Hamilton        | 1856     | Bosque megye, Comanche megye és Lampasas megye                                  | Ifj. James Hamilton, Dél-Karolina kormányzója (1830-1832), aki pénzügyi támogatást nyújtott a Texasi Köztársaságnak. | 8517            | 2165 km²   |        |
| Hansford megye      | 195      | Spearman        | 1876     | Bexar megye és Young megye                                                      | John M. Hansford, bíró, Texas állam képviselője. | 5613            | 2383 km²   |        |
| Hardeman megye      | 197      | Quanah          | 1858     | Fannin megye                                                                    | Bailey Hardeman, a Texasi Köztársaság első pénzügyminisztere, és testvére, Thomas Jones Hardeman, bíró és Texas állam képviselője. | 4139            | 1800 km²   |        |
| Hardin megye        | 199      | Kountze         | 1858     | Jefferson megye és Liberty megye                                                | A Hardin család, Liberty megye első telepesei. | 54 635          | 2315 km²   |        |
| Harris megye        | 201      | Houston         | 1836     | A 23 eredeti megye egyike.                                                      | John Richardson Harris, korai telepes, Harrisburg alapítója, amit 1839-ben átneveztek Houstonra. | 4 092 459       | 4478 km²   |        |
| Harrison megye      | 203      | Marshall        | 1839     | Shelby megye                                                                    | Jonas Harrison, ügyvéd, katona a texasi forradalom alatt. | 65 631          | 2328 km²   |        |
| Hartley megye       | 205      | Channing        | 1876     | Bexar megye és Young megye                                                      | A Hartley fivérek, Oliver C. és Rufus K., a texasi legfelsőbb bíróság tagjai. | 6062            | 3787 km²   |        |
| Haskell megye       | 207      | Haskell         | 1858     | Fannin megye és Milam megye                                                     | Charles Ready Haskell, katona a texasi forradalom alatt, aki a Goliad-mészárlás során öltek meg. | 5899            | 2339 km²   |        |
| Hays megye          | 209      | San Marcos      | 1848     | Travis megye                                                                    | John Coffee Hays (1817–1883), Texas Ranger, tiszt a mexikói-amerikai háborúban. | 157 107         | 1756 km²   |        |
| Hemphill megye      | 211      | Canadian        | 1876     | Bexar megye és Young megye                                                      | John Hemphill (1803–1862), amerikai szenátor, a texasi legfelsőbb bíróság elnöke. | 3807            | 2357 km²   |        |
| Henderson megye     | 213      | Athens          | 1846     | Houston megye és Nacogdoches megye                                              | James Pinckney Henderson, Texas kormányzója (1846-1847). | 78 532          | 2264 km²   |        |
| Hidalgo megye       | 215      | Edinburg        | 1852     | Cameron megye                                                                   | Miguel Hidalgo y Costilla (1753–1811), a pap, aki elindította a mexikói függetlenségi háborút. | 774 769         | 4164 km²   |        |
| Hill megye          | 217      | Hillsboro       | 1853     | Navarro megye                                                                   | George Washington Hill, a Texasi Köztársaság had- és tengerészetügyi minisztere. | 35 089          | 2492 km²   |        |
| Hockley megye       | 219      | Levlland        | 1876     | Bexar megye és Young megye                                                      | George Washington Hockley (1802–1854), a texasi hadsereg vezérkari főnöke a texasi forradalom alatt és a Texasi Köztársaság hadügyminisztere. | 22 935          | 2352 km²   |        |
| Hood megye          | 221      | Granbury        | 1866     | Johnson megye                                                                   | John Bell Hood (1831–1879), a Konföderáció altábornagya és a Hoodi Texas Brigád parancsnoka. | 51 182          | 1093 km²   |        |
| Hopkins megye       | 223      | Sulphur Springs | 1846     | Lamar megye és Nacogdoches megye                                                | David Hopkins, korai telepes a későbbi megye területén. | 35 161          | 2033 km²   |        |
| Houston megye       | 225      | Crockett        | 1837     | Nacogdoches megye                                                               | Sam Houston (1793–1863), tábornok a texasi forradalom alatt, parancsnok a san jaciontoi csatában, a Texasi Köztársaság elnöke, Texas állam szenátora az Egyesült Államokban. | 23 732          | 3188 km²   |        |
| Howard megye        | 227      | Big Spring      | 1876     | Bexar megye                                                                     | Volney Eskine Howard, Texas állam képviselője az amerikai kongresszusban (1849–1853). | 25 012          | 2339 km²   |        |
| Hudspeth megye      | 229      | Sierra Blanca   | 1917     | El Paso megye                                                                   | Claude Benton Hudspeth, az amerikai kongresszus tagja (1919–1931), ranch tulajdonos és újságkiadó. | 3476            | 11 839 km² |        |
| Hunt megye          | 231      | Greenville      | 1846     | Fannin megye és Nacogdoches megye                                               | Ifj. Memucan Hunt (1807–1856), a Texasi Köztársaság tengerészeti minisztere. | 86 129          | 2178 km²   |        |
| Hutchinson megye    | 233      | Stinnett        | 1876     | Bexar megye                                                                     | Andrew Hutchinson, korai telepes, ügyvéd. | 22 150          | 2297 km²   |        |
| Irion megye         | 235      | Mertzon         | 1889     | Tom Green megye                                                                 | Robert Anderson Irion (1804–1861), a Texasi Köztársaság külügyminisztere. | 1599            | 2725 km²   |        |
| Jack megye          | 237      | Jacksboro       | 1856     | Cooke megye                                                                     | A Jack-fivérek (Patrick és William), az Anahauc-felkelés résztvevője, a texasi forradalom veteránja. | 9044            | 2375 km²   |        |
| Jackson megye       | 239      | Edna            | 1836     | A 23 eredeti megye egyike.                                                      | Andrew Jackson, a new orleansi csata hőse, az Egyesült Államok hetedik elnöke (1829–1837) | 14 075          | 2150 km²   |        |
| Jasper megye        | 241      | Jasper          | 1836     | A 23 eredeti megye egyike.                                                      | William Jasper (1750–1779), az amerikai függetlenségi háború hőse. | 35 710          | 2429 km²   |        |
| Jeff Davis megye    | 243      | Fort Davis      | 1887     | Presidio megye                                                                  | Jefferson Davis, a Konföderáció elnöke (1861–1865). | 2342            | 5866 km²   |        |
| Jefferson megye     | 245      | Beaumont        | 1836     | A 23 eredeti megye egyike.                                                      | Thomas Jefferson, az Egyesült Államok harmadik elnöke (1801–1809) és amerikai függetlenségi nyilatkozat fő megalkotója. | 252 273         | 2341 km²   |        |
| Jim Hogg megye      | 247      | Hebbronville    | 1913     | Brooks megye és Duval megye                                                     | James Stephen Hogg, Texas huszadik kormányzója (1891–1895). | 5300            | 2942 km²   |        |
| Jim Wells megye     | 249      | Alice           | 1911     | Nueces megye                                                                    | Ifj. James Babbage Wells, bíró, a Demokrata Párt dél-texasi elnöke. | 40 838          | 2240 km²   |        |
| Johnson megye       | 251      | Cleburne        | 1854     | Ellis megye, Hill megye és Navarro megye                                        | Middleton Tate Johnson, Texas Ranger, katona a mexikói-amerikai háborúban és a Texasi Köztársaság szenátora. | 150 934         | 1888 km²   |        |
| Jones megye         | 253      | Anson           | 1854     | Bexar megye és Bosque megye                                                     | Anson Jones, a Texasi Köztársaság ötödik elnöke (1844–1846). | 20 202          | 2411 km²   |        |
| Karnes megye        | 255      | Karnes City     | 1854     | Bexar megye DeWitt megye, Goliad megye, Gonzales megye és San Patricio megye    | Henry Karnes (1812–1840), katona a texasi forradalom alatt. | 14 824          | 1942 km²   |        |
| Kaufman megye       | 257      | Kaufman         | 1848     | Henderson megye                                                                 | David Spangler Kaufman, egy zsidó származású szenátor és a második zsidó képviselő az amerikai képviselőházban. | 103 350         | 2036 km²   |        |
| Kendall megye       | 259      | Boerne          | 1862     | Blanco megye és Kerr megye                                                      | George Wilkins Kendall, újságíró és birkatenyésztő, aki haditudósítóként vett részt a mexikói-amerikai háborúban. | 33 410          | 1715 km²   |        |
| Kenedy megye        | 261      | Sarita          | 1921     | Hidalgo megye és Willacy megye                                                  | Mifflin Kenedy, rancs tulajdonos és föld-spekuláns. | 416             | 3774 km²   |        |
| Kent megye          | 263      | Jayton          | 1876     | Bexar megye és Young megye                                                      | Andrew Kent, Alamo védője, aki a csatában esett el. | 808             | 2336 km²   |        |
| Kerr megye          | 265      | Kerrville       | 1856     | Bexar megye                                                                     | James Kerr (1790–1850), korai texasi telepes és katona a texasi forradalomban. | 49 625          | 2865 km²   |        |
| Kimble megye        | 267      | Junction        | 1858     | Bexar megye                                                                     | George C. Kimbell, Alamo védője, aki a csatában esett el. (A név különbözősége egy elírásból származik.) | 4607            | 2340 km²   |        |
| King megye          | 269      | Guthrie         | 1876     | Bexar megye                                                                     | William Phillip King, Alamo védője, aki a csatában esett el. | 286             | 2362 km²   |        |
| Kinney megye        | 271      | Brackettville   | 1850     | Bexar megye                                                                     | Henry Lawrence Kinney, Texas állam szenátora és sikertelen föld-spekuláns. | 3598            | 3533 km²   |        |
| Kleberg megye       | 273      | Kingsville      | 1913     | Nueces megye                                                                    | Robert Justus Kleberg (1803–1888), korai német telepes és katona a san jacintoi csatában. | 22 061          | 2256 km²   |        |
| Knox megye          | 275      | Benjamin        | 1858     | Bexar megye és Young megye                                                      | Henry Knox, az USA első hadügyminisztere (1785–1794). | 3719            | 2212 km²   |        |
| Lamar megye         | 277      | Paris           | 1840     | Red River megye                                                                 | Mirabeau Buonaparte Lamar, a Texasi Köztársaság harmadik elnöke (1838–1842). | 49 793          | 2375 km²   |        |
| Lamb megye          | 279      | Littlefield     | 1876     | Bexar megye                                                                     | George A. Lamb, aki a san jacintoi csatában esett el. | 13 977          | 2631 km²   |        |
| Lampasas megye      | 281      | Lampasas        | 1856     | Bell megye, Coryell megye és Travis megye                                       | A Lampasas-folyóról. (A "Lampasas" jelentése spanyolul "liliomok". | 19 677          | 1844 km²   |        |
| La Salle megye      | 283      | Cotulla         | 1858     | Bexar megye                                                                     | René Robert Cavelier, Sieur de La Salle (1643–1687), egy francia utazó, aki keresztülutazott Texason. | 6886            | 3856 km²   |        |
| Lavaca megye        | 285      | Hallettsville   | 1842     | Colorado megye, Fayette megye, Gonzales megye, Jackson megye és Victoria megye  | A Lavaca-folyóról. (A "La vaca" jelentése spanyolul "a tehén".) | 19 263          | 2512 km²   |        |
| Lee megye           | 287      | Giddings        | 1874     | Bastrop megye, Burleson megye, Fayette megye és Washington megye                | Robert Edward Lee (1807–1870), a konföderációs sereg főparancsnoka a polgárháborúban. | 16 612          | 1629 km²   |        |
| Leon megye          | 289      | Centerville     | 1846     | Robertson megye                                                                 | Vitatott. Vagy Martín De León, mexikói empresario, aki megalapította a texasi Victoria városát, vagy a "leon", egy helyi farkasfaj. | 16 801          | 2776 km²   |        |
| Liberty megye       | 291      | Liberty         | 1836     | A 23 eredeti megye egyike.                                                      | A megyeszékhely, amely nevét a mexikói függetlenségi háború sikeréről, vagy a Mississippi állam beli Liberty-ről kapta. | 75 643          | 3004 km²   |        |
| Limestone megye     | 293      | Groesbeck       | 1846     | Robertson megye                                                                 | A régióban gyakori mészkő. (A mészkő angolul limestone.) | 23 384          | 2354 km²   |        |
| Lipscomb megye      | 295      | Lipscomb        | 1876     | Bexar megye                                                                     | Abner Smith Lipscomb, a texasi legfelsőbb bíróság tagja (1846–1856) és a Texasi Köztársaság külügyminisztere (1840). | 3302            | 2414 km²   |        |
| Live Oak megye      | 297      | George West     | 1856     | Nueces megye és San Patricio megye                                              | A texasi tölgy, amelynek három példánya alatt írták alá a megyét létrehozó dokumentumot. | 11 531          | 2683 km²   |        |
| Llano megye         | 299      | Llano           | 1856     | Bexar megye és Gillespie megye                                                  | A Llano-folyó. (A "llano" jelentése spanyolul, "síkságok".) | 19 301          | 2422 km²   |        |
| Loving megye        | 301      | Mentone         | 1931     | Tom Green megye                                                                 | Oliver Loving (1812–1867), szarvasmarha-tenyésztő, a marhahajtás úttörője, aki Charles Goodnighttal együtt kialakította a Goodnight-Loving-utat. | 82              | 1743 km²   |        |
| Lubbock megye       | 303      | Lubbock         | 1876     | Bexar megye                                                                     | Thomas Saltus Lubbock (1817–1862), Texas Ranger és a Konföderáció ezredese a polgárháborúban. | 278 831         | 2331 km²   |        |
| Lynn megye          | 305      | Tahoka          | 1876     | Garza megye                                                                     | William Lynn, massachusettsi katona a texasi forradalom alatt, akiről az terjedt el, hogy elesett Alamo ostrománál. | 5915            | 2310 km²   |        |
| McCulloch megye     | 307      | Brady           | 1856     | Bexar megye                                                                     | Benjamin McCulloch (1811–1862), a san jacintoi csata veteránja, Texas Ranger és a Konföderáció tábornoka. | 8283            | 2769 km²   |        |
| McLennan megye      | 309      | Waco            | 1850     | Limestone megye és Milam megye                                                  | Neil McLennan, korai telepes a későbbi megye területén. | 234 906         | 2699 km²   |        |
| McMullen megye      | 311      | Tilden          | 1858     | Atascosa megye, Bexar megye és Live Oak megye                                   | John McMullen (1832–1883), egy ír születésű empersario Texasban. | 707             | 2883 km²   |        |
| Madison megye       | 313      | Madisonville    | 1853     | Grimes megye, Leon megye és Walker megye                                        | James Madison, az Egyesült Államok negyedik elnöke (1809–1817). | 10 564          | 987 km²    |        |
| Marion megye        | 315      | Jefferson       | 1860     | Cass megye                                                                      | Francis Marion (1732–1795), az amerikai függetlenségi háború tábornoka. | 13 664          | 1217 km²   |        |
| Martin megye        | 317      | Stanton         | 1876     | Bexar megye                                                                     | Wylie Martin, katona az amerikai függetlenségi háborúban és a Texasi Köztársaság törvényhozási képviselője. | 4799            | 2370 km²   |        |
| Mason megye         | 319      | Mason           | 1858     | Gillespie megye                                                                 | A Mason-erőd, amit George T. Masonról, a mexikói-amerikai háborúban, Brownsville mellett elesett katonáról, vagy Richard Barnes Mason tábornokról, Kalifornia katonai kormányzójáról. | 4012            | 2441 km²   |        |
| Matagorda megye     | 321      | Bay City        | 1836     | A 23 eredeti megye egyike.                                                      | A canebrake, ami egy nádféle, ami valaha a megye partjai mentén nőtt. (A "matagorda" jelentése spanyolul "bokor".) | 36 702          | 2885 km²   |        |
| Maverick megye      | 323      | Eagle Pass      | 1856     | Kinney megye                                                                    | Samuel Augustus Maverick (1803–1870), rancstulajdonos, a texasi függetlenségi nyilatkozat aláírója, képviselő a Texasi Köztársaság törvényhozásában. | 54 258          | 3315 km²   |        |
| Medina megye        | 325      | Hondo           | 1848     | Bexar megye                                                                     | A Medina-folyó, amit a spanyol mérnökről, Pedro Medináról neveztek el. | 46 006          | 3440 km²   |        |
| Menard megye        | 327      | Menard          | 1858     | Bexar megye                                                                     | Michel Branamour Menard, Galveston alapítója. | 2242            | 2336 km²   |        |
| Midland megye       | 329      | Midland         | 1885     | Tom Green megye                                                                 | Megyeszékhelyéről, ami a nevét fekvéséről kapta, félúton Fort Worth és El Paso között a Texas-Csendes-óceáni vasútvonal mentén. (A Midway név ekkor már foglalt volt.) | 136 872         | 2331 km²   |        |
| Milam megye         | 331      | Cameron         | 1836     | A 23 eredeti megye egyike.                                                      | Benjamin Rush Milam (1788–1835), korai telepes és katona a texasi forradalom alatt. | 24 757          | 2634 km²   |        |
| Mills megye         | 333      | Goldthwaite     | 1887     | Brown megye, Comanche megye, Hamilton megye és Lampasas megye                   | John T. Mills (1817–1871), a texasi legfelsőbb bíróság tagja. | 4936            | 1937 km²   |        |
| Mitchell megye      | 335      | Colorado City   | 1876     | Bexar megye                                                                     | Asa és Eli Mitchell, korai telepesek és katonák a texasi forradalom alatt. | 9403            | 2357 km²   |        |
| Montague megye      | 337      | Montague        | 1857     | Cooke megye                                                                     | Daniel Montague, Texas állam szenátora és korai földmérő a későbbi megye területén. | 19 719          | 2411 km²   |        |
| Montgomery megye    | 339      | Conroe          | 1837     | Washington megye                                                                | Montgomery, amit az alabamai Montgomery megyéről nevezték el. | 455 746         | 2704 km²   |        |
| Moore megye         | 341      | Dumas           | 1876     | Bexar megye                                                                     | Edwin Ward Moore (1810–1865), a texasi haditengerészet parancsnoka. | 21 904          | 2331 km²   |        |
| Morris megye        | 343      | Daingerfield    | 1875     | Titus megye                                                                     | William Wright Morris, ültetvényes, Texas törvényhozásának tagja. | 12 934          | 658 km²    |        |
| Motley megye        | 345      | Matador         | 1876     | Bexar megye                                                                     | Junius William Mottley, a texasi függetlenségi nyilatkozat aláírója. | 1210            | 2561 km²   |        |
| Nacogdoches megye   | 347      | Nacogdoches     | 1836     | A 23 eredeti megye egyike.                                                      | A megyeszékhely, amit a nacogdoche-indiánokról neveztek el. | 65 524          | 2453 km²   |        |
| Navarro megye       | 349      | Corsicana       | 1846     | Robertson megye                                                                 | José Antonio Navarro (1795–1871), a texasi forradalom egyik tejano résztvevője és a texasi függetlenségi nyilatkozat aláírója. | 47 735          | 2774 km²   |        |
| Newton megye        | 351      | Newton          | 1846     | Jasper megye                                                                    | John Newton (1755–1780), a texasi forradalom veteránja. | 14 445          | 2416 km²   |        |
| Nolan megye         | 353      | Sweetwater      | 1876     | Bexar megye                                                                     | Philip Nolan (1771–1801), egy katonatiszt, akit a mexikóiak egy texasi hadjárata során öltek meg. | 15 216          | 2362 km²   |        |
| Nueces megye        | 355      | Corpus Christi  | 1846     | San Patricio megye                                                              | A Nueces-folyó. (A "nueces" jelentése spanyolul "diók".) | 340 223         | 2165 km²   |        |
| Ochiltree megye     | 357      | Perryton        | 1876     | Bexar megye                                                                     | William Beck Ochiltree (1811–1867), a Texasi Köztársaság kincstárminisztere és Texas állam törvényhozásának tagja. | 10 233          | 2378 km²   |        |
| Oldham megye        | 359      | Vega            | 1876     | Bexar megye                                                                     | Williamson Simpson Oldham, Texas szenátora a Konföderációban. | 2052            | 3888 km²   |        |
| Orange megye        | 361      | Orange          | 1852     | Jefferson megye                                                                 | Egy narancs-ültetvényről, amit korai telepesek létesítettek a Sabine-folyó torkolatánál. | 81 837          | 922 km²    |        |
| Palo Pinto megye    | 363      | Palo Pinto      | 1856     | Bosque megye és Navarro megye                                                   | A Palo Pinto-patak. (A "palo pinto" jelentése spanyolul "festett bot".) | 28 111          | 2468 km²   |        |
| Panola megye        | 365      | Carthage        | 1846     | Harrison megye és Shelby megye                                                  | Indián kifejezés a pamutra. | 23 796          | 2075 km²   |        |
| Parker megye        | 367      | Weatherford     | 1855     | Bosque megye és Navarro megye                                                   | Isaac Parker, a Texasi Köztársaság és Texas állam törvényhozásának is tagja. | 116 927         | 2341 km²   |        |
| Parmer megye        | 369      | Farwell         | 1876     | Bexar megye                                                                     | Martin Parmer (1778–1850), a Texasi Köztársaság törvényhozásának tagja, bíró, a texasi függetlenségi nyilatkozat aláírója. | 10 269          | 2284 km²   |        |
| Pecos megye         | 371      | Fort Stockton   | 1871     | Presidio megye                                                                  | A Pecos-folyó, amit a Pecos Pueblo Történeti Parkról neveztek el, aminek viszont ismeretlen az eredete. | 15 507          | 12 339 km² |        |
| Polk megye          | 373      | Livingston      | 1846     | Liberty megye                                                                   | James Knox Polk, az Egyesült államok tizenegyedik elnöke (1845–1849). | 45 413          | 2738 km²   |        |
| Potter megye        | 375      | Amarillo        | 1876     | Bexar megye                                                                     | Robert Potter (1800–1842), a Texasi Köztársaság haditengerészeti minisztere, a texasi függetlenségi nyilatkozat aláírója. | 121 073         | 2354 km²   |        |
| Presidio megye      | 377      | Marfa           | 1850     | Bexar megye                                                                     | Presidio del Norte, egy 18. századi erőd és település a Rio Grande déli partján. | 7818            | 9987 km²   |        |
| Rains megye         | 379      | Emory           | 1870     | Hopkins megye, Hunt megye és Wood megye                                         | Emory Rains (1800–1878), állami szenátor, felügyelő a későbbi megye területén. | 10 914          | 601 km²    |        |
| Randall megye       | 381      | Canyon          | 1876     | Bexar megye                                                                     | Horace Randal, a Konföderáció dandártábornoka a polgárháborúban. | 120 725         | 2367 km²   |        |
| Reagan megye        | 383      | Big Lake        | 1903     | Tom Green megye                                                                 | John H. Reagan (1818–1905), a Konföderáció postaügyi minisztere, a Kongresszus tagja és Texas kormányzója. | 3367            | 3043 km²   |        |
| Real megye          | 385      | Leakey          | 1913     | Bandera megye, Edwards megye és Kerr megye                                      | Julius Real, rancstulajdonos, állami szenátor | 3309            | 1813 km²   |        |
| Red River megye     | 387      | Clarkesville    | 1836     | A 23 eredeti megye egyike.                                                      | A texasi Red River-folyó. | 12 860          | 2719 km²   |        |
| Reeves megye        | 389      | Pecos           | 1883     | Pecos megye                                                                     | George Robertson Reeves, Texas állam képviselője és a Konföderáció ezredese. | 13 783          | 6827 km²   |        |
| Refugio megye       | 391      | Refugio         | 1836     | A 23 eredeti megye egyike.                                                      | A megyeszékhelye, amit a Nuestra Señora del Refugioi spanyol misszióról neveztek el. | 7383            | 1994 km²   |        |
| Roberts megye       | 393      | Miami           | 1876     | Bexar megye                                                                     | John S. Roberts, a texasi függetlenségi nyilatkozat aláírója, és fivére, Oran Milo Roberts, a Texasi Köztársaság államügyésze és Texas állam tizenhetedik kormányzója. | 929             | 2393 km²   |        |
| Robertson megye     | 395      | Franklin        | 1837     | Bexar megye, Milam megye és Nacogdoches megye                                   | Sterling Clack Robertson, empressario a mexikói Texasban. | 16 622          | 2214 km²   |        |
| Rockwall megye      | 397      | Rockwall        | 1873     | Kaufman megye                                                                   | A megyeszékhely, amit egy vízalatti sziklafalról neveztek el, amit az első telepesek találtak. | 78 337          | 334 km²    |        |
| Runnels megye       | 399      | Ballinger       | 1858     | Bexar megye és Travis megye                                                     | Hiram Runnels, Mississippi kilencedik kormányzója (1833–1835) és ültetvényes Texasban. | 10 501          | 2730 km²   |        |
| Rusk megye          | 401      | Henderson       | 1843     | Nacogdoches megye                                                               | Thomas Jefferson Rusk (1803–1857), tábornok a texasi forradalom alatt. | 53 330          | 2393 km²   |        |
| Sabine megye        | 403      | Hemphill        | 1836     | A 23 eredeti megye egyike.                                                      | A Sabine-folyó, ami a megye keleti határát alkotja. (A "sabine" jelentése spanyolul "ciprusfa".) | 10 834          | 1269 km²   |        |
| San Augustine megye | 405      | San Augustine   | 1836     | A 23 eredeti megye egyike.                                                      | Feltehetőleg Hippói Szent Ágoston (354–430). | 8865            | 1368 km²   |        |
| San Jacinto megye   | 407      | Coldspring      | 1870     | Liberty megye, Montgomery megye, Polk megye és Walker megye                     | A san jacintoi csata, aminek során Texas elnyerte a függetlenségét Mexikótól. | 26 384          | 1479 km²   |        |
| San Patricio megye  | 409      | Sinton          | 1846     | Refugio megye                                                                   | A korábbi megyeszékhely, San Patricio de Hibernia, egy ír kolónia, amit Szent Patrikról neveztek el. | 64 804          | 1792 km²   |        |
| San Saba megye      | 411      | San Saba        | 1856     | Bexar megye                                                                     | A San Saba-folyó, amit Szent Sabbas ünnepén fedeztek fel. | 6131            | 2937 km²   |        |
| Schleicher megye    | 413      | Eldorado        | 1887     | Crockett megye                                                                  | Gustav Schleicher, mérnök és az Egyesült Államok kongresszusának tagja. | 3461            | 3395 km²   |        |
| Scurry megye        | 415      | Snyder          | 1876     | Bexar megye                                                                     | William Read Scurry (1821–1864), Texas állam törvényhozásának tagja és a Konföderáció tábornoka. | 16 921          | 2339 km²   |        |
| Shackelford megye   | 417      | Albany          | 1874     | Jack megye                                                                      | Jack Shackelford, katona a texasi forradalom alatt. | 3378            | 2367 km²   |        |
| Shelby megye        | 419      | Center          | 1836     | A 23 eredeti megye egyike.                                                      | Isaac Shelby, a függetlenségi háború tennessee-i katonája és Kentucky kormányzója (1792–1796) (1812–1816) | 25 448          | 2056 km²   |        |
| Sherman megye       | 421      | Stratford       | 1876     | Bexar megye                                                                     | Sidney Sherman (1805–1873), katona a texasi forradalom alatt. | 3034            | 2391 km²   |        |
| Smith megye         | 423      | Tyler           | 1846     | Nacogdoches megye                                                               | James Smith, tábornok a texasi forradalom alatt. | 209 714         | 2404 km²   |        |
| Somervell megye     | 425      | Glen Rose       | 1875     | Hood megye                                                                      | Alexander Somervell, katona a texasi forradalom alatt, a Somervell-expedíció vezetője. | 8490            | 484 km²    |        |
| Starr megye         | 427      | Rio Grande City | 1848     | Nueces megye                                                                    | James Harper Starr (1809–1890), a Texasi Köztársaság és a Konföderáció pénzügyi tisztségviselője. | 60 968          | 3168 km²   |        |
| Stephens megye      | 429      | Breckenridge    | 1858     | Bosque megye 1861-ig Buchanan megyének hívták.                                  | Alexander Hamilton Stephens, a Konföderáció egyetlen alelnöke (1861–1865). | 9630            | 2318 km²   |        |
| Sterling megye      | 431      | Sterling City   | 1891     | Tom Green megye                                                                 | W. S. Sterling, korai rancs-tulajdonos, bivaly-vadász és indián harcos. | 1143            | 2391 km²   |        |
| Stonewall megye     | 433      | Aspermont       | 1876     | Bexar megye és Young megye                                                      | Thomas Jonathan "Stonewall" Jackson (1824–1863), híres konföderációs tábornok. | 1490            | 2380 km²   |        |
| Sutton megye        | 435      | Sonora          | 1887     | Crockett megye                                                                  | John Schuyler Sutton, Texas Ranger, katona a texasi forradalom és a mexikói-amerikai háború alatt. | 4128            | 3766 km²   |        |
| Swisher megye       | 437      | Tulia           | 1876     | Bexar megye és Young megye                                                      | James Gibson Swisher, katona a texasi forradalom alatt. | 7854            | 2331 km²   |        |
| Tarrant megye       | 439      | Fort Worth      | 1849     | Navarro megye                                                                   | Edward H. Tarrant, az Egyesült Államok hadseregének tábornoka, aki keresztülvezette az indiánokat a jövendőbeli megye területén. | 1 809 034       | 2238 km²   |        |
| Taylor megye        | 441      | Abilene         | 1858     | Bexar megye és Travis megye                                                     | Edward Taylor (1812–1836), George Taylor (1816–1836) és James Taylor (1814–1836), három fivér, akik az alamoi csatában estek el. | 131 506         | 2372 km²   |        |
| Terrell megye       | 443      | Sanderson       | 1905     | Pecos megye                                                                     | Alexander Watkins Terrell, ügyvéd, bíró, állami törvényhozó, diplomata és a Konföderáció lovas tisztje. | 984             | 6107 km²   |        |
| Terry megye         | 445      | Brownfield      | 1876     | Bexar megye                                                                     | Frank Terry, a Konföderáció ezredese és Terry Texas Rangereinek parancsnoka. | 12 651          | 2305 km²   |        |
| Throckmorton megye  | 447      | Throckmorton    | 1858     | Fannin megye                                                                    | William Edward Throckmorton, korai telepes Collin megye területén. | 1641            | 2362 km²   |        |
| Titus megye         | 449      | Mount Pleasant  | 1846     | Bowie megye                                                                     | Andrew Jackson Titus, ültetvényes, Texas állam képviselője. | 32 334          | 1064 km²   |        |
| Tom Green megye     | 451      | San Angelo      | 1874     | Bexar megye                                                                     | Thomas Green (1814–1864), a Konföderáció dandártábornoka. | 110 224         | 3942 km²   |        |
| Travis megye        | 453      | Austin          | 1840     | Bastrop megye                                                                   | William Barret Travis (1809–1836), a texasi erők parancsnoka Alamonál. | 1 024 266       | 2561 km²   |        |
| Trinity megye       | 455      | Groveton        | 1850     | Houston megye                                                                   | A Trinity folyó, amit a szentháromságról neveztek el. (A "trinity" jelentése angolul "szentháromság".) | 14 585          | 1795 km²   |        |
| Tyler megye         | 457      | Woodville       | 1846     | Liberty megye                                                                   | John Tyler, az Egyesült Államok tizedik elnöke (1841-1845). | 21 766          | 2391 km²   |        |
| Upshur megye        | 459      | Gilmer          | 1846     | Harrison megye                                                                  | Abel Parker Upshur, a Egyesült Államok tizenötödik külügyminisztere (1843-1844). | 39 309          | 1523 km²   |        |
| Upton megye         | 461      | Rankin          | 1887     | Tom Green megye                                                                 | John C. és William F. Upton, fivérek és alezredesek a konföderációs hadseregben a polgárháború idején. | 3355            | 3217 km²   |        |
| Uvalde megye        | 463      | Uvalde          | 1850     | Bexar megye                                                                     | A Cañón de Ugalde, egy közeli csatamező, ahol a spanyol tábornok, Juan de Ugalde, legyőzött 300 apacsot egy összecsapásban. | 26 405          | 4033 km²   |        |
| Val Verde megye     | 465      | Del Rio         | 1885     | Crockett megye, Kinney megye és Pecos megye                                     | A mexikói-amerikai háború val verdei csatája. (A "val verde" jelentése spanyolul "zöld völgy".) | 48 879          | 8213 km²   |        |
| Van Zandt megye     | 467      | Canton          | 1848     | Henderson megye                                                                 | Isaac Van Zandt (1813–1847), ügyvéd, Texas állam képviselője. | 52 579          | 2199 km²   |        |
| Victoria megye      | 469      | Victoria        | 1836     | A 23 eredeti megye egyike.                                                      | A megyeszékhely, amit Guadalupe Victoria, mexikói forradalmárról és első elnöke (1824–1829). | 86 793          | 2287 km²   |        |
| Walker megye        | 471      | Huntsville      | 1846     | Montgomery megye                                                                | Samuel Hamilton Walker (1815–1847), Texas Ranger és katona a mexikói-amerikai háborúban. | 67 861          | 2041 km²   |        |
| Waller megye        | 473      | Hempstead       | 1873     | Austin megye és Grimes megye                                                    | Edwin Waller (1800–1881), a texasi függetlenségi nyilatkozat aláírója és Austin első polgármestere. | 43 205          | 1331 km²   |        |
| Ward megye          | 475      | Monahans        | 1887     | Tom Green megye                                                                 | Thomas William Ward, a texasi vezérkar biztosa és Austin polgármestere. | 10 658          | 2165 km²   |        |
| Washington megye    | 477      | Brenham         | 1836     | A 23 eredeti megye egyike.                                                      | George Washington, az Egyesült Államok első elnöke (1789–1797). | 33 718          | 1577 km²   |        |
| Webb megye          | 479      | Laredo          | 1848     | Nueces megye                                                                    | James Webb, a Texasi Köztársaság pénzügyminisztere, külügyminisztere és dandártábornoka. | 250 304         | 8695 km²   |        |
| Wharton megye       | 481      | Wharton         | 1846     | Colorado megye, Jackson megye és Matagorda megye                                | William Harris Wharton (1802–1839) és John Austin Wharton (1828–1865), fivérek, a Texasi Köztársaság hivatalnokai. | 41 280          | 2823 km²   |        |
| Wheeler megye       | 483      | Wheeler         | 1876     | Bexar megye és Young megye                                                      | Royal Tyler Wheeler, a texasi legfelsőbb bíróság második főbírája. | 5410            | 2367 km²   |        |
| Wichita megye       | 485      | Wichita Falls   | 1858     | Cooke megye                                                                     | A wichita indián törzs. | 131 500         | 1627 km²   |        |
| Wilbarger megye     | 487      | Vernon          | 1858     | Bexar megye                                                                     | Josiah P. (1801–1845) és Mathias Wilbarger, fivérek és korai telepesek, Josiah mitikus alakká vált, mivel 11 évvel túlélte saját megskalpolását. | 13 535          | 2515 km²   |        |
| Willacy megye       | 489      | Raymondville    | 1911     | Cameron megye és Hidalgo megye                                                  | John G. Willacy, Texas állam szenátora, a megyét létrehozó törvény szerzője. | 22 134          | 1546 km²   |        |
| Williamson megye    | 491      | Georgetown      | 1848     | Milam megye                                                                     | Robert McAlpin Williamson, a san jacintoi csata parancsnoka. | 422 679         | 2911 km²   |        |
| Wilson megye        | 493      | Floresville     | 1860     | Bexar megye, Guadalupe megye és Karnes megye                                    | James Charles Wilson, Texas állam szenátora (1851–1853). | 42 918          | 2090 km²   |        |
| Winkler megye       | 495      | Kermit          | 1887     | Tom Green megye                                                                 | Clinton Winkler, a fellebbviteli bíróság bírája, Texas állam képviselője és a Konföderáció ezredese. | 7110            | 2178 km²   |        |
| Wise megye          | 497      | Decatur         | 1856     | Cooke megye                                                                     | Henry Alexander Wise, a kongresszus tagja, Virginia harmincnyolcadik kormányzója (1856–1860), aki támogatta Texas annexióját. | 59 127          | 2344 km²   |        |
| Wood megye          | 499      | Quitman         | 1850     | Van Zandt megye                                                                 | George Tyler Wood, Texas második kormányzója (1847–1849). | 41 964          | 1683 km²   |        |
| Yoakum megye        | 501      | Plains          | 1876     | Bexar megye                                                                     | Henderson King Yoakum (1810–1856), ügyvéd, katona, texasi történész. | 7879            | 2072 km²   |        |
| Young megye         | 503      | Graham          | 1856     | Bosque megye és Fannin megye                                                    | William Cocke Young, korai telepes, ügyvéd, sheriff, az Egyesült Államok marshallja. | 18 550          | 2388 km²   |        |
| Zapata megye        | 505      | Zapata          | 1858     | Starr megye és Webb megye                                                       | Antonio Zapata, helyi rancs-tulajdonos és a rövid életű Rio Grande-i Köztársaság ezredese. | 14 018          | 2582 km²   |        |
| Zavala megye        | 507      | Crystal City    | 1846     | Maverick megye                                                                  | Lorenzo de Zavala (1788–1836), a texasi függetlenségi nyilatkozat aláírója és a Texasi Köztársaság első alelnöke. | 11 677          | 3364 km²   |        |

## Megszűnt megyék
Legalább 32 olyan megyét alapítottak Texasban, ami ma már nem létezik. Ez a 32 megye 5 kategóriába sorolható: bírósági megyék, az Alkotmányozó Konvent által alapított megyék 1868-69-ben, soha meg nem szervezett megyék, amelyeket a törvényhozás törölt el, megyék amiknek a területe ma már nem Texas része és olyan megyék, amiknek a neve megváltozott.
- Buchel megye: 1887-ben alapították Presidio megyéből, 1897-ben pedig beolvadt Brewater megyébe.
- Dawson megye: 1858-ban alapították Kinney és Uvalde megyékből és 1866-ban szüntették meg. Nem azonos a mai Dawson megyével.
- Encinal megye: 1856-ban alapították és 1899-ben szüntették meg, amikor beolvadt Webb megyébe.
- Foley megye: 1887-ben alapították Presidio megyéből és 1897-ben olvadt be Brewster megyébe.
- Greer megye: 1860-ban alapították. 1896-ban az Egyesült Államok legfelsőbb bírósága leválasztotta Texasról.
- Perdido megye: 1824-ben alapították, az 1840-es évek viharaiban viszont feledésbe merült. Állítólag 1858-ban megszűnt, de meggyőző adatok szólnak a Dawson megyébe való beolvasztásáról is.
- Santa Fe megye: 1848-ban hozták létre a Mexikótól szerzett területekből. Magába foglalta Új-Mexikó a Rio Grandétól keletre lévő részét is. Az 1850. évi kompromisszum során szüntették meg.
- Wegefarth megye: 1873-ban hozták létre a Texas Panhandle régióban és 1876-ban szüntették meg.
- Worth megye: 1850-ben hozták létre Santa Fe megye egy részéből és az 1850. évi kompromisszum szüntette meg.